# Kaldfarnes
Kaldfarnes est une localité du comté de Troms, en Norvège.

## Géographie
Administrativement, Kaldfarnes fait partie de la kommune de Torsken.